# François-Édouard Picot

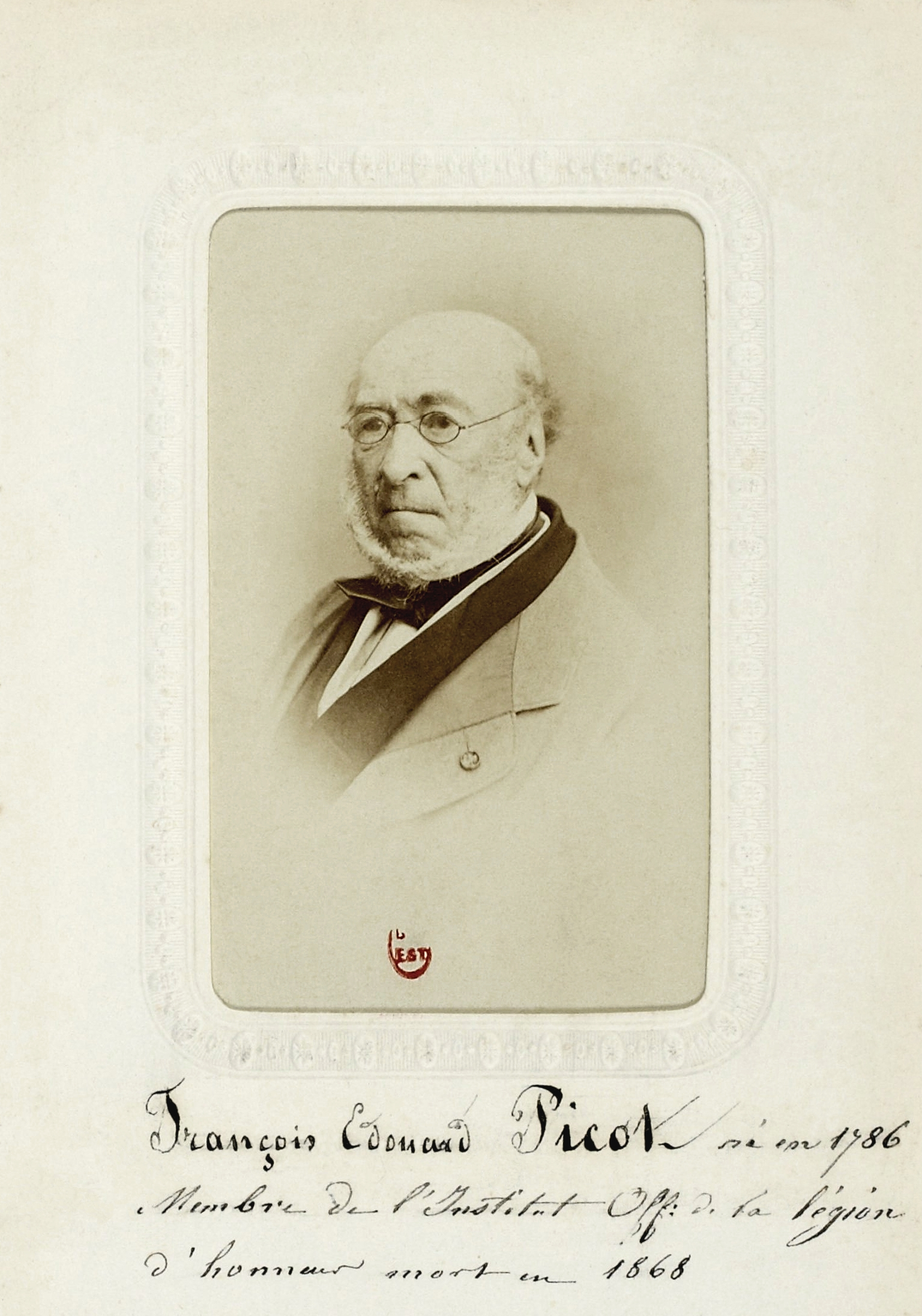
François-Edouard Picot, ca. 1865

François-Édouard Picot (* 17. Oktober 1786 in Paris; † 15. März 1868 ebenda) war ein französischer Historien- und Porträtmaler und Lithograf.

## Leben
Picot war Schüler von François-André Vincent. Er begründete seinen Ruf 1819 mit dem großen Gemälde Amor und Psyche, welchem Raffael und die Fornarina in einer Abendlandschaft und Der Tod der Saphira (in der Kirche St.-Séverin in Paris) folgten. Für die Galerie des Palais du Luxembourg wurde ein in den Armen der Elektra schlafender Orest angekauft. Für die Loretokirche zu Paris malte er eine Madonna. Im Louvre schuf er als Plafondgemälde zwei Allegorien, das Verhältnis Ägyptens zu Griechenland und den Untergang von Herculaneum und Pompeji darstellend, in der Apsis der Kirche St.-Vincent de Paul zu Paris einen kolossalen Christus mit den Propheten, von byzantinisch-statuarischer Strenge, aber nicht ohne Großartigkeit. Mehr als durch seine Gemälde hat er durch seine Lehrtätigkeit gewirkt.
1858 wurde er als assoziiertes Mitglied in die Académie royale des Sciences, des Lettres et des Beaux-Arts de Belgique aufgenommen.